# Goyazana rotundicauda
O Caranguejo-do-igarapé (Goyazana rotundicauda.) é um caranguejo pequeno, que pode chegar no máximo a 3 cm. Possui carapaça redonda robusta e coloração marrom ou preta. É encontrado principalmente no amazonas e no acre vivendo em igarapés, represas e rios barrentos. Trata-se de um animal detritívoro.
Também é conhecido por sirizinho, siri e pitú.